# Antongilia
Antongilia is een geslacht van wandelende takken uit de familie Bacillidae. De wetenschappelijke naam van dit geslacht is voor het eerst voorgesteld door Josef Redtenbacher in een publicatie uit 1906. De soorten van dit geslacht komen alleen op Madagaskar voor.

## Soorten
Het geslacht Antongilia omvat de volgende soorten:
- Antongilia annulicornis Redtenbacher, 1906
- Antongilia chopardi Cliquennois, 2003
- Antongilia laciniata Redtenbacher, 1906
- Antongilia madagassa (Brunner von Wattenwyl, 1907)
- Antongilia muricata Redtenbacher, 1906
- Antongilia pungens Redtenbacher, 1906
- Antongilia quadrituberculata Redtenbacher, 1906
- Antongilia unispinosa Carl, 1913